# Fornelli
Fornelli é uma comuna italiana da região do Molise, província de Isérnia, com cerca de 1.982 habitantes. Estende-se por uma área de 23 km², tendo uma densidade populacional de 86 hab/km². Faz fronteira com Cerro al Volturno, Colli a Volturno, Forlì del Sannio, Isernia, Macchia d'Isernia.
Pertence à rede das Aldeias mais bonitas de Itália.

## Demografia
| Variação demográfica do município entre 1861 e 2011                               |
|                                                                                   |
| Fonte: Istituto Nazionale di Statistica (ISTAT) - Elaboração gráfica da Wikipedia |